# Cancionero de Alvira
El Cancionero de Alvira, también conocido como Recopilación Lapuente-Sola,  constituye el primer gran cancionero  de la Jota Aragonesa. 
Recoge los estilos de la jota cantada recopilados por el guitarrista y maestro de cantadores Santiago Lapuente, junto con las variaciones musicales del bandurrista Ángel Sola, creadas en su mayoría por este gran músico de la jota. El maestro José María Alvira sería quien finalmente posibilitase su transcripción para el piano.